# Simon Wi Rutene
Simon Lyle Wi Rutene (* 10. März 1966 in Rotorua) ist ein ehemaliger neuseeländischer Skirennläufer.

## Biographie
Wi Rutene kam bereits als Kind mit dem Skisport in Berührung, so verbrachte er einen Teil seiner Jugend in Lausanne. Bereits mit 15 Jahren nahm er an seinen ersten Alpinen Skiweltmeisterschaften teil, wobei er mit Rang 23 im Slalom sein bestes Ergebnis erzielte.
1984 startete Wi Rutene erstmals an Olympischen Winterspielen. Bei den Wettkämpfen in Sarajevo erreichte er bei seinem einzigen Start im Riesenslalom den 36. Platz.
Sein bestes Ergebnis bei einem internationalen Großereignis erzielte Wi Rutene bei den Winterspielen 1988 in Calgary als er Platz 17 im Slalom belegte.
Abgesehen von internationalen Großereignissen startete Wi Rutene auch im Far East bzw. Australian New Zealand Cup, wobei ihm in letzterem drei Siege gelangen.
Sein letztes internationales Rennen bestritt er am 9. März 1996 in Shigakogen, zwei Jahre später beendete er seine Karriere offiziell.
Bei den Parlamentswahlen 2005 kandidierte Wi Rutene für die Māori Party, verpasste allerdings den Einzug ins Parlament.

## Erfolge

### Olympische Winterspiele
- Sarajevo 1984: 36. Riesenslalom
- Calgary 1988: 17. Slalom, DNF Super-G, DNF Riesenslalom, DNF Alpine Kombination
- Albertville 1992: 28. Riesenslalom, 42. Super-G, DNF Slalom
- Lillehammer 1994: 20. Alpine Kombination, DNF Super-G, DNF Riesenslalom, DNF Slalom

### Weltmeisterschaften
- Schladming 1982: 23. Slalom
- Bormio 1985: 19. Alpine Kombination[4], DNF Riesenslalom[5], DNF Slalom[6]
- Crans-Montana 1987: DNF Super-G[7], DNF Riesenslalom[8], DNF Slalom[9]
- Vail 1989: 27. Riesenslalom[10], 46. Super-G[11], DNF Slalom[12]
- Morioka 1993: 23. Alpine Kombination[13],  28. Riesenslalom[14], DNF Slalom[15]

### Australian New Zealand Cup
- 4 Podestplätze, davon 3 Siege

| Datum              | Ort       | Land       | Disziplin    |
| ------------------ | --------- | ---------- | ------------ |
| 7. September 1995  | Whakapapa | Neuseeland | Slalom       |
| 13. September 1995 | Whakapapa | Neuseeland | Riesenslalom |
| 14. September 1995 | Whakapapa | Neuseeland | Slalom       |

### Far East Cup
- 3 Platzierungen unter den besten 30

### Juniorenweltmeisterschaften
- Sugarloaf 1984: 14. Slalom, 44. Abfahrt, DNF Riesenslalom

### Weitere Erfolge
- 2 Siege bei FIS-Rennen
- Neuseeländischer Meister im Slalom (1994)